# Laguna de Aculeo
Die Laguna de Aculeo ist ein See im Verwaltungsbezirk Paine in Chile. Zwischen 2018 und 2023 war er ausgetrocknet.
Er besitzt üblicherweise eine Fläche von etwa 12 km2 bei einer Tiefe von 6 m.
Der etwa zwei Fahrstunden von der chilenischen Hauptstadt Santiago de Chile gelegene See war bis zu seiner Austrocknung ein beliebtes Ausflugsziel für Wassersportaktivitäten. Ab 2014 verlor der See seine ursprünglichen Ausmaße, bis er im Frühjahr 2018 schließlich vollständig ausgetrocknet war. Zwei regenreiche Jahre sorgten dafür, dass der See seit 2023 wieder Wasser enthält.